# Cynorkis calanthoides
Cynorkis calanthoides är en orkidéart som beskrevs av Friedrich Fritz Wilhelm Ludwig Kraenzlin. Cynorkis calanthoides ingår i släktet Cynorkis, och familjen orkidéer. Inga underarter finns listade i Catalogue of Life.